# Rollinsford (Nuevo Hampshire)
Rollinsford es un pueblo ubicado en el condado de Strafford en el estado estadounidense de Nuevo Hampshire. En el Censo de 2010 tenía una población de 2.527 habitantes y una densidad poblacional de 128,58 personas por km².

## Geografía
Rollinsford se encuentra ubicado en las coordenadas 43°13′11″N 70°50′35″O / 43.21972, -70.84306. Según la Oficina del Censo de los Estados Unidos, Rollinsford tiene una superficie total de 19.65 km², de la cual 18.89 km² corresponden a tierra firme y (3.9%) 0.77 km² es agua.

## Demografía
Según el censo de 2010, había 2.527 personas residiendo en Rollinsford. La densidad de población era de 128,58 hab./km². De los 2.527 habitantes, Rollinsford estaba compuesto por el 95.84% blancos, el 0.67% eran afroamericanos, el 0.24% eran amerindios, el 0.83% eran asiáticos, el 0.04% eran isleños del Pacífico, el 0.28% eran de otras razas y el 2.1% pertenecían a dos o más razas. Del total de la población el 0.95% eran hispanos o latinos de cualquier raza.